# Xã Cook, Quận Sac, Iowa
Xã Cook (tiếng Anh: Cook Township) là một xã thuộc quận Sac, tiểu bang Iowa, Hoa Kỳ. Năm 2010, dân số của xã này là 167 người.